# Psilogramma choui
Psilogramma choui là một loài bướm đêm thuộc họ Sphingidae. Loài này có ở Chiết Giang ở Trung Quốc.